# Aodh

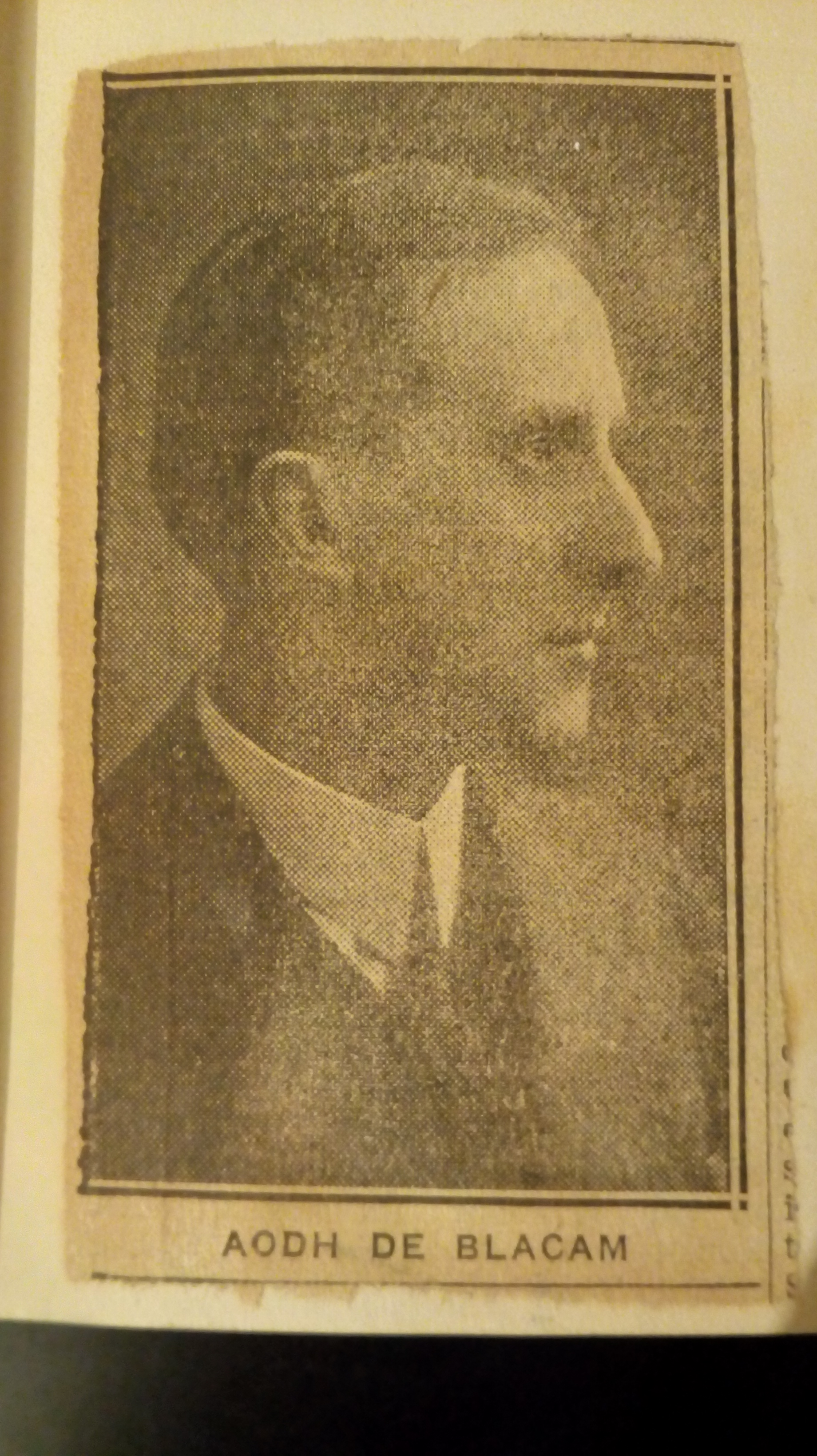
Aodh de Blacam, auteur et journaliste irlandais

Aodh est un prénom irlandais.

## Étymologie
À rapprocher du gaulois aeduo signifiant feu[réf. nécessaire].

## Variante
- Aed

## Célébrités

### Rois
Plusieurs rois irlandais ont porté ce nom :
- Áed Ruad, père de la reine Macha ;
- Áed mac Ainmerech , haut-roi de 572 à 598 ;
- Áed Allán, haut-roi de 734 à 743 ;

### Saints
- Saint Aed Macbricc, irlandais du VIe siècle, membre du clan des O'Neill, célèbre pour son habileté en médecine. Il fonde des monastères dans le Meath et le Munster avant de décéder en 588. Un pèlerinage à Slieve League (Comté de Donegal), à son ermitage, continue d'exister. On le fête le 10 novembre.

## Source
Tous les prénoms celtiques d'Alain Stéphan - Éditions Jean-Paul Gisserot - Collection Terre des Celtes  (ISBN 2877473953)